# 会津盆地東縁断層帯
会津盆地東縁断層帯（あいづぼんちとうえんだんそうたい）とは、福島県西部、会津盆地の東端に沿って南北に伸びる断層である。
複数本の断層からなっており断層の東側が隆起する逆断層とされる。北は耶麻郡（やまぐん）北塩原村（ただし喜多方市塩川町以北は確定されていない）付近から始まり、会津盆地の東端に沿うよう南へ伸び、会津若松市一箕町（いっきまち）付近・会津若松市大戸町（おおとまち）付近を経て南会津郡下郷町付近に至る延長49キロ程度の活断層である。会津若松市河東町付近が磐梯山の岩屑なだれに厚く覆われているなどの理由で活動周期についてはまだ明確にされていない。付随する断層として、大内〜倉村断層、下郷付近の断層がある。